# Васильево (Псковская область)
Васильево — деревня в Палкинском районе Псковской области России. Входит в состав Палкинской волости.
Расположено в 10 км к северо-западу от посёлка Палкино.

## История
До апреля 2015 года деревня была административным центром Васильевской волости, затем Васильевская волость была упразднена и включена в состав Палкинской волости.

## Население
| 2001 | 2002 | 2010 | 2014 | 2015 | 2016 |
| ---- | ---- | ---- | ---- | ---- | ---- |
| 170  | ↘165 | ↘137 | ↗143 | →143 | ↘140 |